# Jérôme Le Banner
Pour les articles homonymes, voir Banner.
Jérôme Le Banner, né le 26 décembre 1972 au Havre (Seine-Maritime), est un kick-boxeur titré et acteur français.

## Biographie
Jérôme Le Banner commence les sports de combat à 6 ans avec le judo puis le karaté à 14 ans et la boxe américaine à 18 ans.

### Vie privée
Il épouse Mélissa Gallant, qu'il rencontre sur le tournage du film Fatal,.

## Carrière

### Débuts
Il dispute, à 18 ans, son premier combat de full-contact. À 20 ans, il obtient le titre français de l’ISKA, puis s’empare de la ceinture européenne face à l'Anglais Andy Mayo, avant la ceinture intercontinentale, en Afrique du Sud, face à Mike Bernardo.

### K-1 (1995-2009)
Le 3 mars 1995, il fait ses débuts en K-1 face à Nokveed Devy en remportant les cinq rounds de la rencontre. Deux mois plus tard, le 4 mai 1995, il dispute son premier  K-1 World Grand Prix Final  à Tokyo (Japon), passe les deux premiers tours face à Masaaki Satake et Mike Bernardo, pour s’incliner en finale du tournoi devant le fameux Peter Aerts.
Le 7 décembre 2002, au K-1 World Grand Prix 2002 Final, après sa victoire en quart de finale contre Musashi, puis en demi-finale face à Mark Hunt, il rencontre en finale du tournoi  la superstar du circuit, le Néerlandais Ernesto Hoost. Ce dernier, à l’époque, a déjà remporté par trois fois le K-1 WGP, et s’annonce comme un adversaire difficile pour le Français. Malgré un combat plus que bien débuté par Jérôme Le Banner, il se fracture le bras au troisième round. En dépit de cette grave blessure, Jérôme Le Banner remontera sur le ring six mois après, à l’occasion du K-1 2003 de Paris. Il remporte son match de retour grâce à ses combinaisons de coups de poing face au Biélorusse Vitaly Akhramenko.
Le 2 décembre 2006, après sa défaite contre Semmy Schilt au K-1 World Grand Prix Final, il annonce sa retraite des tournois du K-1 WGP pour se consacrer à des événements mineurs de K-1.
Jérôme Le Banner s’est illustré au sein du K-1 où il a chaque fois atteint les huitièmes de finale. Il n’a jamais remporté la finale du K-1 World Grand Prix au Japon malgré deux accessions en finale en 1995 et 2002. Une sérieuse fracture au bras contractée lors de sa finale perdue face à Ernesto Hoost en 2002, ne l'empêche pas de vouloir continuer le combat. Cet évènement a contribué à l'image de guerrier dégagée par le Français. Il a été blessé à la suite d'un coup de tête lors d’un super-fight à Paris-Bercy contre le Français Cyril Abidi, ce qui a entraîné un gonflement spectaculaire de son arcade sourcilière.
Le 30 septembre 2006, il remporte son match de qualification, pour la finale du K-1 WGP, contre Choi Hong-man, le combattant le plus grand et le plus lourd du circuit K-1, par décision (3-0). Ainsi, le 2 décembre 2006, il ouvre la grande finale du K-1 WGP en affrontant le champion en titre, le Hollandais Semmy Schilt (2,12 m) et se fait éliminer aux points. Schilt remporte cette année-là le K-1 World Grand Prix 2006 Final de Tokyo (Japon).
Au 19 juillet 2006, Jérôme Le Banner totalise, en kick-boxing, quatre-vingt-trois combats. Il compte soixante-dix victoires pour onze défaites, un match nul et un no contest. Il a battu les meilleurs combattants de sa génération : Ernesto Hoost, Peter Aerts, Remy Bonjasky, Mark Hunt.
Début 2007, après son combat au K-1 World Grand Prix 2007 à Yokohama, il subit une opération du genou et fait son retour dans le ring en 2008. En raison d’une récupération rapide, il annonce sa participation le 29 septembre 2007 au K-1 World Grand Prix 2007 Final 16 de Séoul (Corée) pour rencontrer le Russe Ruslan Karaev. Deux jours avant le combat, le Russe est remplacé par un ancien pratiquant de taekwondo, le Coréen Park Yong-soo. Jérôme Le Banner met cinquante-quatre secondes pour envoyer le Coréen définitivement au tapis, cela à l’aide de ses punches dévastateurs. Ainsi, il se qualifie pour la finale du K-1 WGP 2007 Final.
Le 8 décembre 2007 à l’Arena de Yokohama, dans la 9e édition du K-1 World Grand Prix Final, Jérôme Le Banner remporte le quart de finale face au Coréen Choi Hong-man sur décision unanime. Il perd ensuite contre sa bête noire, Semmy Schilt, en demi-finale : au second round, le Néerlandais heurte le genou récemment opéré de Jérôme Le Banner, qui ressent alors une vive douleur. Ainsi, le match est stoppé par un jet de l’éponge de son coin, pour ménager sa blessure.
Toujours dans le cadre de l’organisation du  K-1 - Fighting and Entertainment Group (FEG), il a entamé une petite carrière  en arts martiaux mixtes en remportant trois victoires successives face à Yoshihiro Akiyama, Alan Karaev et Jimmy Ambriz (ancien champion du King of the Cage) ; sans compter un match nul face à la superstar Bob Sapp lors d’un affrontement original où les deux hommes alternent rounds de kick-boxing et de combat libre.
Le 23 mai 2009, Jérôme retrouve ses premières amours avec la boxe anglaise et bat l'allemand Werner Kreiskott au Casino de Deauville.
Le 23 juillet 2010, il bat le Canadien Thomas Novack (tenant du titre) par KO à la 5e reprise, lors du Championnat du monde de boxe muay thaï.
Le 4 août 2013, il entame une série de 3 combats à la Fight Night de Saint Tropez qui le mèneront à conclure sa brillante carrière en apothéose au cœur de la Citadelle Tropézienne. Lors de la première Fight Night en 2013, il bat par KO au 2e Round Vitaly AKHRAMENKO (BRU). En 2014, Il terrasse George Collin (NL) d'un magistral coup de pieds au foie. En 2015, après une entrée d'anthologie accompagnée par son ami Joey Starr, il annonce qu'il met officiellement un terme à ces activités pugilistiques après un combat en 5 rounds de 3 min contre Carl Roberson (USA). Il disputera cependant d'autres combats de kickboxing et de MMA les années suivantes, face à des adversaires de moindre envergure.

### Catch
Le Banner commence sa carrière de catcheur au Japon à l'Inoki Genome Federation (IGF), une fédération de catch dont le style pratiqué est très proche du combat libre. Il participe au tournoi pour désigner le premier champion IGF où il se hisse en finale en éliminant Shinichi Suzukawa (en) puis Erik Hammer avant de remporter le titre après sa victoire sur Kazuyuki Fujita qui a remplacé Josh Barnett,,,.

### Cinéma
Parallèlement à sa carrière de combattant, Jérôme Le Banner est occasionnellement acteur. Il apparaît dans plusieurs films comme Scorpion, Disco, Babylon A.D., Astérix aux Jeux olympiques et Fatal, dans des séries télévisées telles que Capitaine Marleau et Candice Renoir, dans des téléfilms et des web séries comme Kaïra Shopping et The Cell.

## Distinctions

### Kickboxing et Muay Thaï
- 2015 Champion du Monde de Kickboxing Oriental W.K.N. des poids super-lourds (Actuel champion)
- 2014 Champion du Monde de Kickboxing Oriental W.K.N. des poids super-lourds (Actuel champion)
- 2013 Champion du Monde de Kickboxing Oriental W.K.N. des poids super-lourds (Actuel champion)
- 2012 Champion du Monde de Kickboxing Oriental W.K.N. des poids super-lourds (2e défense de titre)
- 2011 Champion du Monde de Kickboxing World Pro League des poids super-lourds (Actuel champion)
- 2011 Champion du Monde de Kickboxing Freestyle I.S.K.A. des poids super-lourds (Actuel champion)
- 2010 Champion du Monde de Muay Thaï W.P.M.F. des poids super-lourds
- 2007 3e place du K-1 World Grand Prix
- 2005 Champion du Monde de Muay Thaï W.K.N. des poids super-lourds (1re défense de titre)
- 2002 Finaliste du K-1 World Grand Prix
- 2000 Champion du Monde de Muay Thaï I.S.K.A. des poids super-lourds (3e défense de titre)
- 2000 Champion du Monde de Muay Thaï I.S.K.A. des poids super-lourds (2e défense de titre)
- 1999 3e place du K-1 World Grand Prix
- 1998 Champion du Monde de Muay Thaï W.K.N. des poids super-lourds
- 1997 Champion du Monde de Muay Thaï I.S.K.A. des poids super-lourds (1re défense de titre)
- 1996 Champion du Monde de Muay Thaï I.S.K.A. des poids super-lourds
- 1995 Finaliste du K-1 World Grand Prix
- 1994 Champion du Monde R.C.F.A. des poids super-lourds
- 1994 Champion Intercontinental de Full Contact I.S.K.A.
- 1994 Champion d'Europe de Full Contact I.S.K.A.
- 1992 Champion de France de Full Contact I.S.K.A.
- 1992 Vainqueur de la Coupe de France FFUBADA, à Paris
- 1990 Champion de France Junior de Full Contact, au Gymnase Japy à Paris

### Arts martiaux
- 2009 Hall of Fame du Pantheon of Sports and Martial Arts, à Tokyo
- 2007 MVP du K-1 World Grand Prix 2007 et meilleur combat du tournoi contre Choi Hong-man
- 1999 Fuji Television Meilleur combat du tournoi K-1 World Grand Prix 1999 contre Peter Aerts
- 1997 Fuji Television et Special Ringside Magazine Meilleur combat du K-1 Grand Prix '97 1st Round à Osaka contre Rick Roufus
- 1997 Katana d'Or Karaté Bushido Magazine du meilleur combattant muay thaï de l'année, lors du 12e Festival des Arts Martiaux, à Paris, Bercy

### Catch
- 2011-2012 Détenteur de la ceinture Super Luxurious 200 Million Yen de l'IGF[11]

## Affaire judiciaire
Jérôme Le Banner a été condamné à 5 mois de prison avec sursis et 5 000 euros d'amende pour corruption. Il a été reconnu coupable d'avoir offert une bouteille de vin à deux policiers, en échange de la suppression du dossier concernant un accident de voiture impliquant son ex-femme.

## Filmographie

### Cinéma

#### Longs-métrages
- 2007 : Scorpion de Julien Seri : Élias
- 2008 : Astérix et Obélix aux Jeux Olympiques de Frédéric Forestier et Thomas Langmann : Claudius Cornedurus
- 2008 : Disco de Fabien Onteniente : Rodolphe
- 2008 : Babylon A.D. de Mathieu Kassovitz : Killa
- 2010 : Bruc, la légende de Daniel Benmayor (ca) : Baraton
- 2010 : Fatal de Michaël Youn : Hervé Willard, le préparateur physique de Fatal
- 2011 : De l'huile sur le feu de Nicolas Benamou : un agent de police
- 2012 : Les Infidèles - segment Ultimate Fucking[13] : Randy
- 2012 : Les Mouvements du bassin de HPG : Charles, le prof d'autodéfense
- 2015 : Un peu, beaucoup, aveuglément de Clovis Cornillac : le père du gamin au téléphone
- 2018 : Nicky Larson et le Parfum de Cupidon de Philippe Lacheau : Joe
- 2019 : Black Snake, la légende du serpent noir de Thomas N'Gijol et Karole Rocher : Beaumont, dit Le Gitan
- 2020 : 30 Jours max de Tarek Boudali : le malfrat
- 2023 : BDE de Michaël Youn : Titi la brute
- 2025 : Le Jardinier de David Charhon : Phoebus

#### Courts-métrages
- 2013 : Oubli de Claire Desplat et Cédric Malzieu : un braqueur
- 2016 : Exterminatus de Paul Doucet : Orias

### Télévision

#### Séries télévisées
- 2012 : Scènes de ménages
- 2013 : Casting(s) (saison 1, épisode 10) : lui-même
- 2016 : Chefs (saison 2, épisode 5) : le gros
- 2018 : Holly Weed (saison 1, épisode 12) : Hansen
- 2019 : Capitaine Marleau de Josée Dayan (saison 3, épisode 3) : M. Paul
- 2022 : J'irai au bout de mes rêves de Stéphanie Pillonca : Paulo
- 2023 : L'Incroyable Embouteillage de David Charhon : le supporter
- 2023 : Enquête Parallèle de Stéphanie Pillonca : Nico, le jardinier
- 2023 : Capitaine Marleau de Josée Dayan (saison 4, épisode 10) : Franck
- 2026 : Les Aventurières de Léa Fazer

### Clips
- 1995 : Champion d'Anthony Dupray : lui-même
- 2018 : La nuit de L.E.J : Le Jour

### DVD
- 2008 : Boxing My Shadow, film documentaire de Yoël Dahan